# Hollandse Smoushond
Der Hollandse Smoushond ist eine von der FCI (Nr. 308, Gr. 2, Sek. 1.3) anerkannte niederländische Hunderasse.

## Herkunft und Geschichtliches
Er wird auch Holländischer Rattler genannt, was auf seine Funktion anspielt: Übersetzt bedeutet der Name Rattler so viel wie Rattenfänger, Mausefänger. Seine Aufgabe war es, die Ställe ungezieferfrei zu halten. Wie bei vielen Hunden dieses Anwendungsgebiets wurde er nicht gezielt gezüchtet, sondern er entstand aus seinen Aufgaben und den Gegebenheiten. Er ist klein, quadratisch aufgebaut, mit wetterfestem struppigen Haarkleid. Anfang des 20. Jahrhunderts fand er Liebhaber, die ihn zur Rasse erhoben und 1905 einen eigenen Club (Hollandse Smoushond Club) gründeten, um ihn vor dem Aussterben zu bewahren. Die Bezeichnung Smoushond kommt von seinem struppigen Kopf, auf den bei der Zucht besonders Wert gelegt wird. Außerhalb der Niederlande ist er kaum bekannt.

## Beschreibung
Der Hollandse Smoushond ist ein kleiner (bis 42 cm) und maximal 10 kg schwerer Hof- und Stallhund. Am Körper ist das Haar rau, drahtig, hart, gerade und dennoch zerzaust aussehend, 4–7 cm lang, einfarbig gelb in allen Schattierungen, vorzugsweise dunkles Strohgelb. Ohren, Backen- und Kinnbart sowie Augenbrauen dürfen dunkler sein. Der Kopf ist sehr auffällig: Von oben gesehen ist er breit und kurz. Die Ohren sind hoch angesetzt, fallen flach an den Wangen anliegend nach vorne; sie sind klein, dünn, dreieckig, mit leicht abgerundeten Enden.